# Honningsvåg
Honningsvåg este o localitate din comuna Nordkapp, provincia Finnmark, Norvegia, cu o suprafață de 1,07 km² și o populație de 2.415 locuitori (2013).